# Dršťky

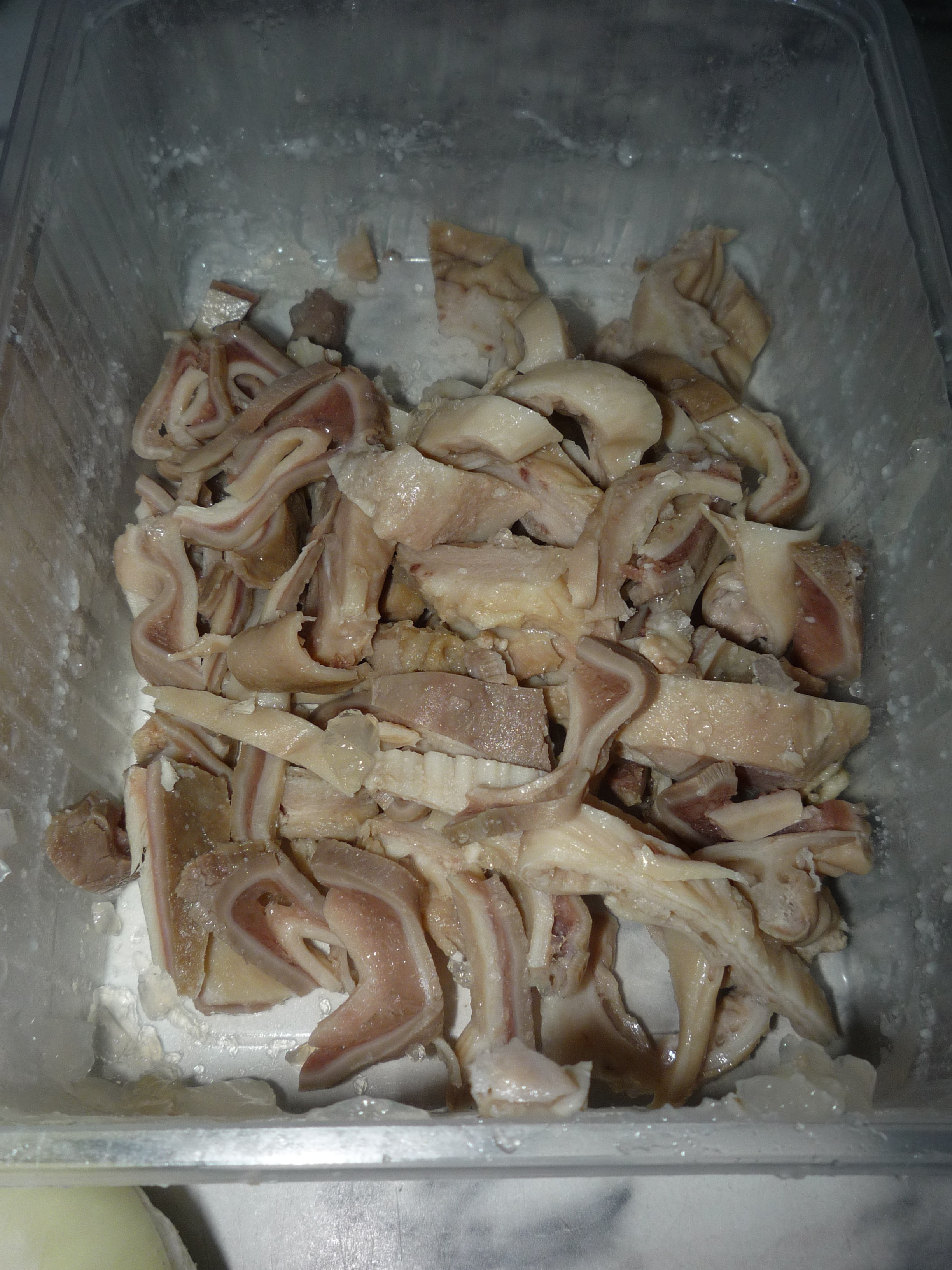
Nakrájené hovězí předžaludky

Dršťky jsou masná potravina vyráběná z hovězích předžaludků. V České republice jsou známé hlavně jako surovina pro výrobu dršťkové polévky, v jiných kuchyních se používají další způsoby úpravy, například ve francouzské kuchyni (andouillette, dršťky po caensku) nebo známé florentinské lampredotto v housce. Protože je nezbytné dršťky náročně a dlouho vařit, často se prodávají předvařené.
Pro výrobu drštěk jsou používány části čepce, bachoru a knihy. Výroba spočívá ve vyprázdnění obsahu a vyprání zbytků potravy skotu po porážce. Následuje praní v několika cyklech, kde se docílí zbavení nečistot z čisté svaloviny. Svalovina předžaludků je bílá, z vnější strany hladká a z vnitřní s texturou dle druhu předžaludku. Svalovina se nakrájí na malé nudličky, které jsou nazývány dršťkami.

## Náhražky
- Hovězí - kromě předžaludků se mohou používat i žaludek (slez) skotu či jiných přežvýkavců.
- Vepřové - vepřový žaludek je také zřídka používán k výrobě dršťkové polévky, je však narůžovělý. Dršťkovou polévku lze připravit také z vepřových kůží.
- Drůbeží kůže - zejména krůtí a kuřecí, popřípadě i drůbeží žaludky (které ale mají růžovou barvu).
- Houby - "dršťková polévka" ve vegetariánské kuchyni je nezřídka připravována z pevných nemasitých hub. Oblíbená je např. hlíva ústřičná a václavky.

## Etymologie
Slovo dršťka pochází ze starého výrazu "dršť", kterým se označovaly vyvržené vnitřnosti, a to zejména ty méněcenné, které obvykle zpracovával pohodný (ras). Ceněné vnitřnosti se nazývaly (a nazývají) droby. Homofonní slovo "držka" má původ ve slově drzý – "drzá huba".